# Mesosa kalaoensis
Mesosa kalaoensis là một loài bọ cánh cứng trong họ Cerambycidae.